# Benjamín Inostroza
Benjamín Andrés Inostroza Zúñiga (Santiago, Chile, 25 de abril de 1997) es un  futbolista chileno que juega como delantero y su actual club es Deportes Melipilla de la Segunda División Profesional de Chile.

## Trayectoria

### Universidad de Chile
Inostroza llegó a la cantera de la Universidad de Chile a los once años, luego de que Sandrino Castec lo descubriera en su escuela de fútbol. Durante la temporada 2011, marcó cuarenta y nueve goles en la categoría sub-14 y hasta septiembre del 2012 llevaba veintidós anotaciones en la sub-15. Debido a esto, el técnico Jorge Sampaoli lo convocó al encuentro válido por la Copa Chile 2012-13 contra Santiago Morning, en el que debutó al ingresar en el minuto setenta y nueve. Dos minutos más tarde, anotó el transitorio empate 2-2, con lo que se convirtió en el futbolista más joven en anotar en un encuentro profesional en el fútbol chileno, al tener quince años, cinco meses y dos días.
Luego, debutó en la Primera División de Chile al ingresar en los últimos segundos del partido contra Unión La Calera.

## Clubes
| Equipo               | País  | Año       |
| -------------------- | ----- | --------- |
| Universidad de Chile | Chile | 2012-2015 |
| Deportes Pintana     | Chile | 2016      |
| Audax Italiano       | Chile | 2017      |
| Colchagua            | Chile | 2018      |
| Rancagua Sur         | Chile | 2019      |
| Real San Joaquín     | Chile | 2020-2021 |
| Iberia               | Chile | 2021      |
| Deportes Limache     | Chile | 2022      |
| Iberia               | Chile | 2023      |
| Deportes Melipilla   | Chile | 2024-Act. |

## Palmarés

### Campeonatos nacionales
| Título     | Club                 | País  | Año     |
| ---------- | -------------------- | ----- | ------- |
| Copa Chile | Universidad de Chile | Chile | 2012-13 |

### Distinciones individuales
| Distinción                                           | Año  |
| ---------------------------------------------------- | ---- |
| Goleador de la Tercera División A de Chile (6 goles) | 2020 |